# سوه جيبيل
Soh Jaipil أو Seo Jae-pil (7 يناير 1864-5 يناير 1951) ،
المعروف أيضًا باسم فيليب جايسون ، كان ناشطًا سياسيًا وطبيبًا كوريًا أمريكيًا كان من المناصرين المعروفين لحركة الاستقلال الكورية ،
أول مواطن كوري متجنس للولايات المتحدة ،
وأسس Tongnip Sinmun ، أول صحيفة كورية في Hangul. [1]
كان سوه أحد منظمي انقلاب جابسين الفاشل عام 1884 وأدين بالخيانة العظمى ،
طلب اللجوء في الولايات المتحدة حيث أصبح مواطنًا وحصل على الدكتوراه في الطب.
عاد سوه إلى كوريا عام 1895 ،
أصبح مستشارًا رئيسيًا لحكومة جوسون حيث دعا إلى الديمقراطية ،
مغادرة مجال النفوذ الصيني ،
والعديد من حركات الحقوق المدنية والاقتراع.
أُجبر سوه على العودة إلى الولايات المتحدة عام 1898 ،
من حيث شارك في المؤتمر الكوري الأول ودعا لحركة الأول من مارس ودعم الحكومة الأمريكية لاستقلال كوريا.
أصبح سوه مستشارًا رئيسيًا للحكومة العسكرية للجيش الأمريكي في كوريا بعد الحرب العالمية الثانية وانتُخب كممثل مؤقت في كوريا الجنوبية في الانتخابات التشريعية لعام 1946.
توفي سوه في عام 1951 بعد وقت قصير من عودته إلى الولايات المتحدة خلال الحرب الكورية ،
وفي عام 1994 أعيد دفن رفاته في المقبرة الوطنية لكوريا الجنوبية في سيول.